# بینیا فلتشر
بینیا فلتشر (انگلیسی: Binia Feltscher؛ زادهٔ ۱۳ اکتبر ۱۹۷۸) ورزشکار کرلینگ و از برندگان مدال‌های بازی‌های المپیک زمستانی ۲۰۰۶ اهل سوئیس است.